# 隻眼
隻眼（せきがん）もしくは独眼（どくがん）は、片側の目そのものや視力を失った身体障害の状態をいう。
病気（腫瘍など）の内因の他、事故や戦闘中の負傷など外因、奇形による先天的な要因の場合もある。外因により視力を失った際、多くは反対側の眼にも失明を及ぼすため、片目を喪失した者のうちで隻眼となるのは多数ではない。目が失われたために義眼を入れたり、眼帯などで隠し、自らの威厳の誇示を兼ねることがある。「隻」とは「対になっている物の片方」を数えるときに用いる助数詞である。

## 現実の隻眼

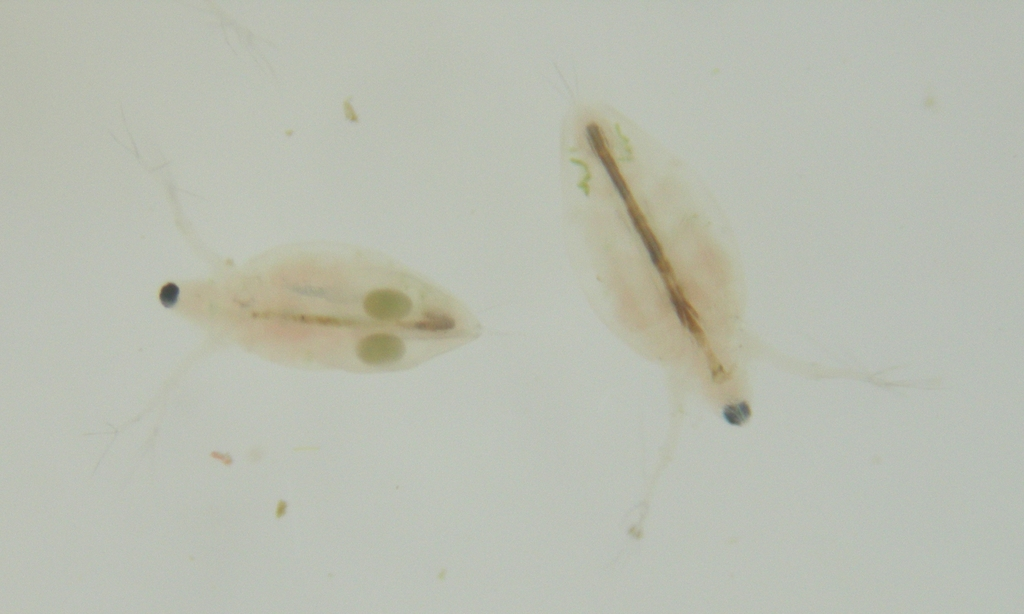
ミジンコを背面から。頭頂部に1つの眼を持つ。

現実の隻眼の人物は、正常な位置にある2眼のうち1眼が失明しているケースがほとんどである。片目失明の原因は、先天性であることは少なく、病気や外傷など後天性の原因が主である。他に、両目失明ののち片目だけ治療（角膜移植など）するケースもある。
神話上のサイクロプスなどのような、顔の中心線上に一つの目を持つケースもなくはないが、単眼症という重度の先天障害であり、死産かさもなくば生後まもなく死亡する。
一つ目の動物は、大型動物では奇形以外では見られないが、ミジンコなど一部のプランクトンが、中心線上に1つの眼を持つ。ただしこれらは肉眼では確認困難なため、神話伝承とは無関係と思われる。なおミジンコは、大きな複眼の下にごく小さな単眼を持つため、厳密には眼が上下に2つあることになる。

### 身体障害として
日本の障害者認定制度では、片目失明というだけでは視覚障害者認定はされない。ただし実際には、他眼（見える方の目）にも障害があること、他眼に過度の負担がかかることが多く、その場合はそれに応じた認定がされる。最も軽い6級の認定条件は、一眼の視力（矯正視力。以下も同じ）が0.02以下、他眼の視力が0.6以下で、両眼の視力の和が0.2以上（0.2以下だと5級になる）である。6級より上の認定条件は全て、両眼の視力の和か両眼視野が基準になっている。
運転免許証の取得条件は、普通自動車については健常者とほとんど違いがなく、片目の視力が0.3未満なら、他眼の視力が0.7以上（これは健常者と同じ）で、視野が150度以上が必要となる。ただし、大型、第二種等は取得できない。

### 義眼など
眼球を摘出したか眼球が萎縮した場合は、義眼が使われることが多い。視力を回復する機能はなく、あくまで萎縮した眼球、眼窩の保護や美容目的である。まぶたなどの周辺組織も失われたときは、義眼床手術も必要になる。
義眼を入れても完全に自然な外観にすることは難しいため、義眼を入れた上でさらに眼帯、サングラス、ガーゼなどを併用する人も多い。眼帯などは、義眼を使っていなくても美容上問題のある場合（義眼が必要だが入れていない場合、あるいは、眼球は外見上正常だが周辺組織に傷がある場合、など）にも使われる。

## 隻眼の著名人

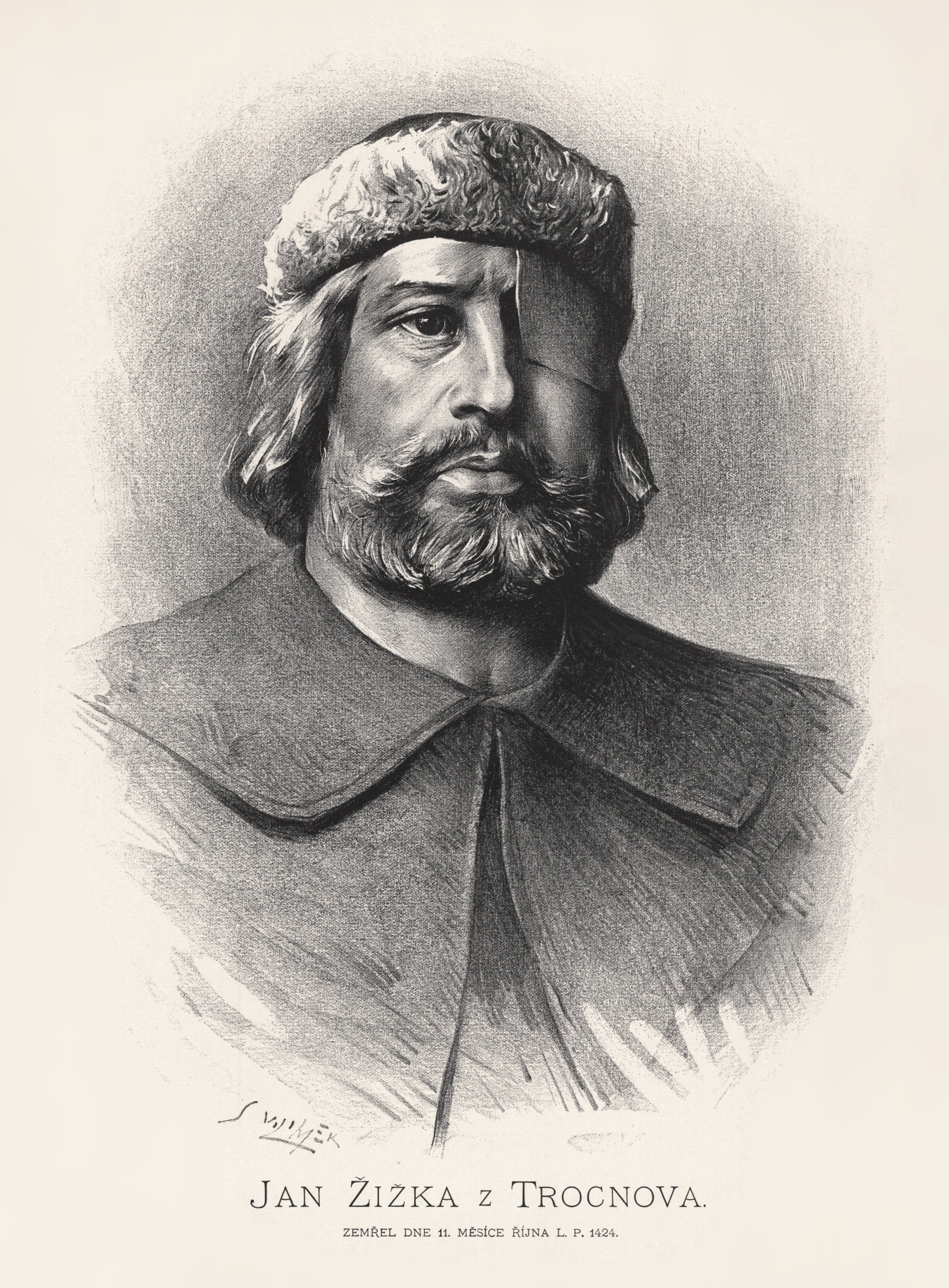
ヤン・ジシュカの肖像画

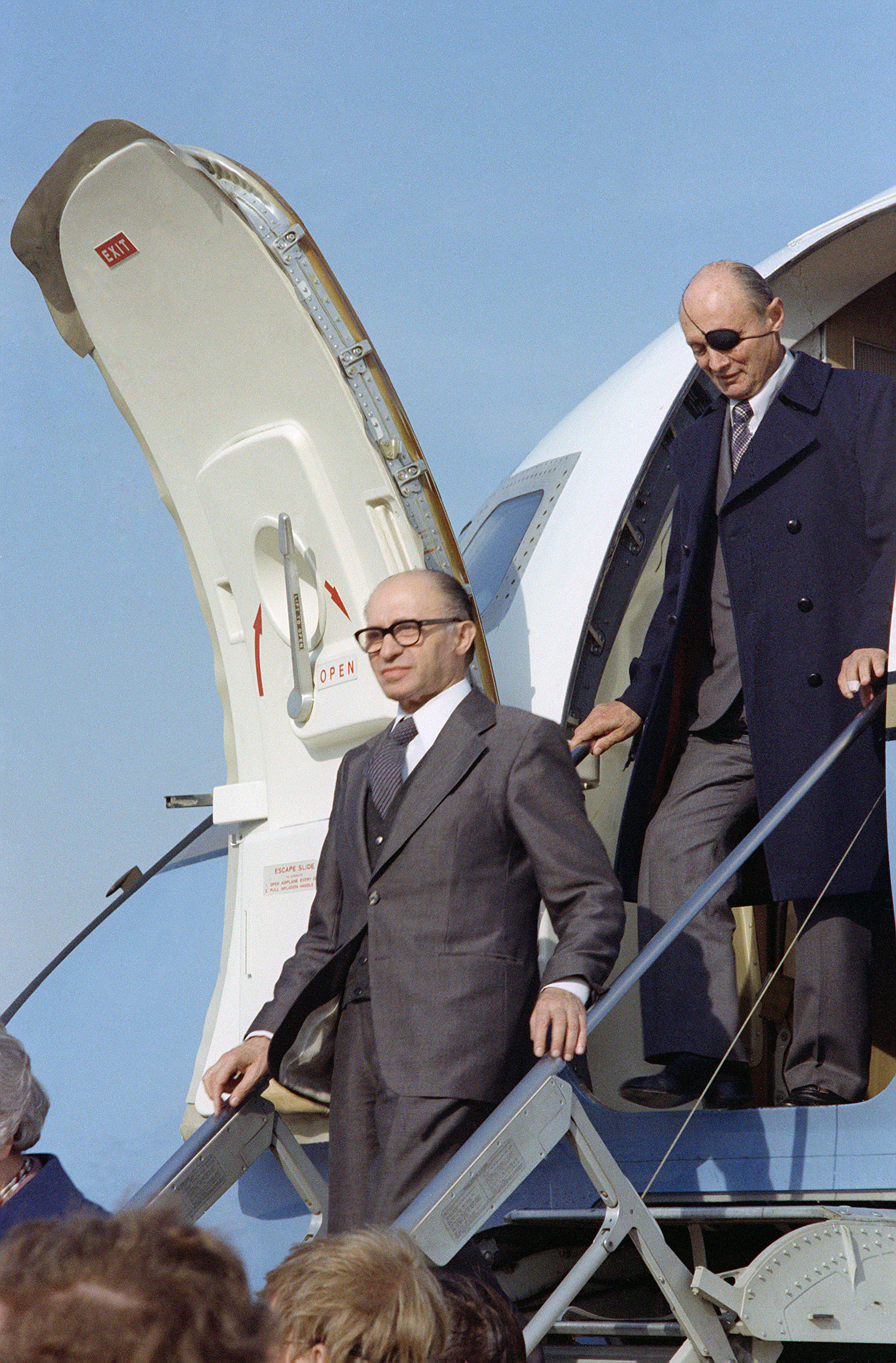
眼帯をしたモーシェ・ダヤン（右）。

ここでは、なんらかの著名性または重要性があると思われる（日本でのみ有名、なども含む）隻眼の著名人を列挙する。隻眼といわれているだけで実際にはそうではなかった人物や、隻眼でなかった可能性のある人物も含む。
なお、漢字文化圏において、隻眼と関連性の高い「眇（すがめ）」という語があるが、「片眼が極端に小さいこと」を意味するほか、斜視のように隻眼に該当しない別の語義も複数あるため、この語が史書等に記されていることのみで事実認定されているわけではなく、事実認定されるものではない。
- ピリッポス2世（前382年 - 前336年） - アルゲアデス朝マケドニアの国王で、アレクサンドロス3世（アレクサンドロス大王）の父。
- アンティゴノス1世（前382年 - 前301年） - アルゲアデス朝マケドニアの将軍で、アンティゴノス朝マケドニアの創始者。
- アンティゲネス（? - 前316年） - アルゲアデス朝マケドニアの将軍。ペリントス包囲戦（紀元前340年）で片眼を失った。
- ハンニバル（前247年 - 前183年） - カルタゴの将軍で、第二次ポエニ戦争（ハンニバル戦争）の英雄。
- 左慈（生没年不詳） - 後漢代末期・三国時代の中国の方士。色濃く伝説に彩られ、仙人として描かれる人物だけに、真偽のほどは疑わしい。
- 夏侯惇（? - 220年） - 後漢代末期・三国時代の中国の曹魏の武将・政治家。王沈の『魏書』によれば、敵の流れ矢が左眼に当たって負傷したことから、同族・同僚で同じく有力武将であった夏侯淵と区別できる「盲夏侯」というあだ名で呼ばれるようになったが、夏侯惇はこれを嫌がり、鏡で自分の顔を見るたびに怒って鏡を投げ捨てたという。なお、射抜かれた自らの片眼を食べたという話があるが、歴史小説『三国志演義』による創作である。
- 丁儀（? - 220年） - 後漢代末期の中国の曹魏の政治家。眇（すがめ）であったという。
- 苻生（335年? - 357年） - 五胡十六国時代の中国の前秦の皇帝。眇であったため、不吉な鬼子としてとりわけ祖父に忌み嫌われたという。
- 殷仲堪（? - 399年） - 五胡十六国時代の中国の東晋の武将。度量が広く、部下から眇のことをあてこすられても許したという。政治家として優れていたが軍事の才はなく、桓玄を討とうとしたが、連戦連敗を喫した挙句に自殺した。
- 蕭繹（508年 - 555年） - 南北朝時代の中国の南朝梁の皇帝。幼少時に病気で片目を失明した。
- 李克用（856年 - 908年） - 唐代末期中国の軍閥指導者で、後唐の始祖。眇の武将であったため、「独眼竜」と呼ばれた。
- 弓裔（857年? - 918年） - 朝鮮史の後三国時代の後高句麗の王。新羅の王子とされ、幼いときに事故で片目を喪う。僧となり、弥勒の世の建設をとなえ信賞必罰の公平さで勢力を伸ばすが、暴君化して、王建に倒される。
- レーモン・ド・サンジル（1052年頃- 1105年）- 第1回十字軍の指導者の一人。トゥールーズ伯およびプロヴァンス辺境伯。十字軍以前にエルサレムへ巡礼した際に片眼を失ったという伝説がある。
- 鎌倉景正（1069年 - ?） - 平安時代後期の日本の武将。後三年の役にて敵の矢で片眼を射抜かれる。
- バイバルス（1277年 - ?） - バフリー・マムルーク朝の武将で、マムルーク朝のスルターンかつ実質的創始者。生まれつき片方の眼が異常に小さい奇形であったとも、片方の眼が白かったともされ、片目の視力は無かったとされるが、いずれにしても隻眼であったといわれている。
- バヤズィト1世（1360年 - 1403年） - オスマン帝国皇帝。隻眼であったと『ムガル帝国誌』にあるが、後代の創作とも考えられている。斜視であったとの説もある。
- ヤン・ジシュカ（1374年 - 1424年） - ボヘミア王ヴァーツラフ4世の軍事顧問で、フス戦争の英雄。晩年には全盲となった。
- 織田敏定（? - 1495年） - 1476年に負傷して隻眼になったという。
- 山本勘助（菅助、生年不詳 - 1561年） - 「山本勘助」は『甲陽軍鑑』に登場する甲斐武田氏の足軽大将で、市河家文書、真下家所蔵文書により確認される「山本菅助」と同一人物であると見られている。「勘助」は後代に武田家の軍師とするイメージが定着し、『甲陽軍鑑』によれば勘助は片目で手足が不自由であったと記されている。
- 岩松八弥（? - 1549年）
- 本多重次（1529年 - 1596年）
- 前田利家（1539年 - 1599年） - 1560年前後に、負傷によって隻眼になったという説がある。
- 伊達政宗（1567年 - 1636年） - 疱瘡によって右目を失明したと本人が語る『木村宇右衛門覚書』。瑞巌寺に右目が白濁した像が伝わる。江戸時代には右目をえぐる逸話『性山公治家記録』『明良洪範』が生まれる。1942年の映画「獨眼龍政宗」では目に矢が刺さり治療中に刀の鍔形の眼帯を巻いた姿で描写された。
- 柳生十兵衛（柳生三厳）（1607年 - 1650年） - 剣術家。旗本（便宜上柳生藩第2代藩主として数えられる）。隻眼は後代の創作との説あり。（後代のフィクション上では多く隻眼として描かれる。）
- レオンハルト・オイラー（1707年　- 1783年） - 1735年ころ過労のあまり右目を失明。フリードリヒ2世のベルリン・アカデミーにおいて精力的に活動。
- ミハイル・クトゥーゾフ（1745年 - 1831年） - ロシア帝国軍元帥。露土戦争で1774年に右目を失明。
- ホレーショ・ネルソン（1758年 - 1805年） - 1794年、陸戦を指揮中に負傷して右目を失明。後に右腕も失ったため、隻眼隻腕の海軍士官になった。
- 白井小助（1826年 - 1902年） - 長州藩士。下関戦争時失明。
- 小林虎三郎（1828年 - 1877年） - 越後長岡藩士。幼少時に疱瘡で左目を失明。
- 平山五郎（1829年 - 1863年） - 新撰組隊士。目が潰れた左側から打ち込むと猛烈に切り返し、逆に見えるはずの右側からだとわりあいに隙があったという。
- 山地元治（1831年 - 1897年） - 陸軍中将。
- 松本奎堂（1832年 - 1863年） - 18歳の時、槍術の稽古中に左眼を失明したが、平然としていたという。
- 清岡道之助（1833年 - 1864年） - 土佐藩士。
- 大友亀太郎（1834年 - 1897年）
- 乃木希典（1834年 - 1912年） - 幼少期に左目を失明。
- 小泉八雲（1850年 - 1904年） - 16歳のときに怪我で左目を失明。
- 三須宗太郎（1855年 - 1921年） - 1905年の日本海海戦で弾丸の破片を浴びて左目を失明。
- 岩崎卓爾（1869年 - 1937年） - 気象観測技術者。1914年、台風の観測中に風で飛んできた石に当たり右目を失明。
- 星一（1873年 - 1951年） - 旧・星製薬（現在のテーオーシー）創業者。
- 丹下梅子（1873年 - 1955年） - 日本初の女性農学博士。幼年時に怪我で右目を失明。
- 野村吉三郎（1877年 - 1964年） - 海軍大将・外相。1932年、爆弾テロ事件により右目を失明。
- 北一輝（1883年 - 1937年）
- フリッツ・ラング（1890年 -1976年） - 映画監督。第一次世界大戦の戦傷で右目を失明。
- 棟方志功（1903年 - 1975年）- 板画家。幼少期からの強度の近視で、本人もよく分からないと語るほどに自然と左目を失明。
- クラウス・フォン・シュタウフェンベルク（1907年 - 1944年） - ドイツ軍将校。ヒトラー暗殺計画の中心人物。アフリカ戦線で敵の攻撃により左目を負傷。
- カス・ダマト（1908年 - 1985年） - マイク・タイソンを育てたボクシングトレーナー。12歳の時に大人と喧嘩をして片目を失明。
- 双葉山定次（1912年 - 1968年） - 大相撲力士（第35代横綱）。
- 森田政治（1913年 - 1987年） - ヤクザ。博徒との喧嘩で顔を斬られ、左目を失明。
- モーシェ・ダヤン（1915年 - 1981年） - イスラエル国防軍参謀総長。第二次世界大戦で左目を失明。眼帯を常用。
- 坂井三郎（1916年 - 2000年） - 海軍軍人、エース・パイロット、空戦で集中砲火を浴びて右目を失明、左目の視力も低下した。
- 田端義夫（1919年 - 2013年） - 歌手。子供の時に感染したトラコーマが原因で右目を失明。
- ピーター・フォーク（1927年 - 2011年） - アメリカの俳優。刑事コロンボ役で有名。3歳の時の腫瘍のため右目を摘出。義眼を使用。
- 三谷昇（1932年 - 2023年） - 俳優。29歳の時に、自動車事故で片目を失明。
- 藤原雄（1932年 - 2001年） - 日本の陶芸家。藤原啓の息子。左目の視力が無く、右目の視力は弱視（0.03）のおおうちハンディ。
- 大内順子（1934年 - 2014年） - 日本のファッション・ジャーナリスト。交通事故で右目を失明。
- 山崎拓（1936年 - ） - 政治家（自民党員）・国務大臣。小学校3年生の時に遊びの事故が元で左目を失明。
- 吉田勝彦（1937年 - ） - 園田競馬場・姫路競馬場の競馬実況アナウンサー。42歳のときに右目を失明。
- 中沢啓治（1939年 - 2012年） - 漫画家。
- たこ八郎（1940年 - 1985年） - コメディアン、俳優、元プロボクサー。泥投げ遊びで泥が左目に当たり、ほぼ失明。
- 大島みち子（1942年 - 1963年） - 軟骨肉腫のため手術で顔半分を摘出。
- 樹木希林（1943年 - 2018年） - タレント。2003年1月、網膜剥離で左目を失明。
- タモリ（1945年 - ） - タレント。司会者。小学校3年生の時、下校途中に電柱のワイヤに顔をぶつけ、針金の結び目が右目に突き刺さって失明。
- ピーコ（1945年 - 2024年） - タレント、ファッション評論家。1989年、悪性黒色腫のため左目を摘出。
- デヴィッド・ボウイ（1947年 - 2016年） - 喧嘩により左目をほぼ失明。ちなみに左目はオッドアイ。
- 高山清司（1947年 - ） - 指定暴力団・六代目山口組若頭兼三代目弘道会総裁。野球ボールを顔面に受け右目を失明。
- 桂宮宜仁親王（1948年 - 2014年） - 日本の皇族で、第125代天皇（明仁上皇）の従弟にあたる。病気で右目を失明。
- ゴードン・ブラウン（1951年 - ） - 第74代イギリス首相。高校時代にラグビー中の事故で網膜剥離となり失明。義眼を使用。
- 岩井友見（1951年 - ） - 女優。21歳の時に撮影中の落馬事故で左目が網膜剥離となり失明。
- 安西正弘（1954年 - 2021年） - 声優。糖尿病の悪化により右目を失明。
- 麻原彰晃（1955年 - 2018年） - 宗教家（オウム真理教教祖）・テロリスト。元死刑囚。先天性の緑内障により左目を失明。
- 野田秀樹（1955年 - ） - 俳優、劇作家、演出家。多摩美術大学教授。東京芸術劇場芸術監督。1989年、右目を失明。
- メリー・コルヴィン（1956年 - 2012年） - ジャーナリスト 。2001年、スリランカ内戦の取材時に左目を失明。眼帯を常用。
- テレンス・リー（1964年 -　） - 軍事評論家。傭兵時代の戦闘による負傷で右眼を失明。義眼ではないが、ほぼ眼球は動かない状態。
- 伊藤キム（1965年 - ） - 振付家、ダンサー。4歳の時に交通事故で右目を失明。眼帯を常用。
- 鎧塚俊彦（1965年 - ）[3] - パティシエ[4]、実業家。網膜中心静脈閉塞症により左目の視力がほぼ失われている[5]。
- 中井祐樹（1970年 - ） - 格闘家、柔術家。1995年、試合中に相手の攻撃により右目を失明。
- 卯月妙子（1971年 - ） - 漫画家、元AV女優。統合失調症の妄想が原因で歩道橋から飛び降り、右目を失明。
- ヨンシー（1975年 - ） - ミュージシャン。右目を失明している。
- ダースレイダー（1977年 - ） - ラッパー、ミュージシャン。脳梗塞・糖尿病の合併症により左目を失明。
- マリーア・デ・ヴィロタ（1980年 - 2013年） - 女性レーシングドライバー。2012年、テスト中の事故により右目を失う。
- 宮川実（1982年 - ） - 騎手、高知競馬場所属。落馬事故により片方の目を失明。
- シャラ・マゴメドフ（1994年 - ） - 総合格闘家。トレーニング中の怪我により右目に網膜剥離を患い、計8回にわたって手術を受けたものの失明。

## 神話・伝説の中の隻眼

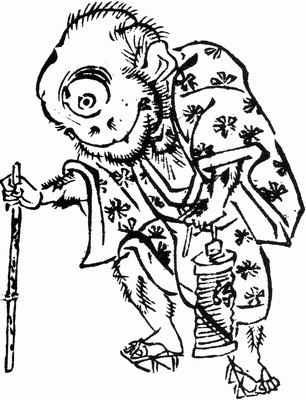
顔の中央に一つ目のある例。歌川豊国画『大昔化物双紙』の妖怪。

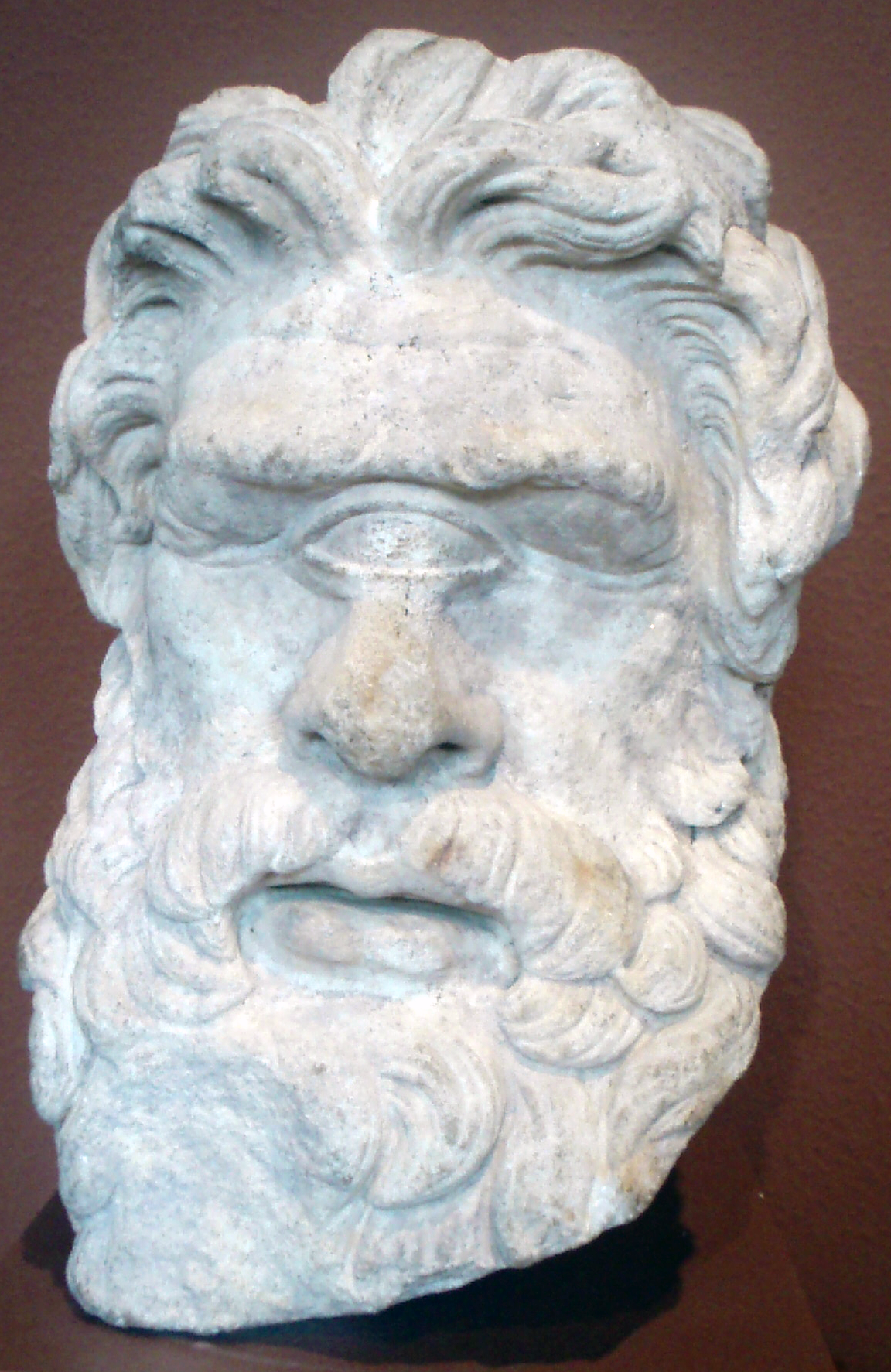
紀元前2世紀のキュクロープス像。

世界中に伝わる神話や伝説、民話のなかには非常に隻眼の登場人物・形象が多い。隻眼なのは人間に限らず、神々や怪物はもちろんのこと、蛇や竜であったり、魚や蛙であることもある。

### 形態
隻眼は、字義的には本来二つあるべき目のうちの片方が失われたか、または存在しない左右非対称な形象であるが、一部においては顔の真ん中に（単眼症のように）一つだけ目が存在すると表現されることもある（キュクロープスなど）。また、隻眼という言語的イメージだけ伝承されていてそれが具体的にどのような視覚的イメージを表象しているのかについての共通理解がないことも多い。

### 他の形象との組合せ
隻眼の形象は、場合によっては身体のその他の部分も片方だけしかないことがある。たとえばスコットランドの山の巨人ファハンは隻眼・隻腕・一本脚であり、こうした形象はアフリカ、中央アジア、東アジア、オセアニア、南北アメリカなど非常に広大な範囲で伝承されている。文化人類学者のロドニー・ニーダムはこれらをまとめて片側人間（unilateral figures）と呼んだ。
このような複合的な形象のうち特に多いのは隻眼と一本脚の組み合わせである。

### 起源
なぜこうした形象が隻眼なのかについて、神話はそれぞれに異なった説明を与えている。北欧神話の神オーディンが隻眼なのは、知恵を得るために片目をミーミルの泉に捧げたからである。日本の民間伝承に登場する片目の神は、何らかのミスによって片方の目が負傷したから隻眼であり、そのためその神の聖域である池に棲む魚も片方しか目がない。しかしこのような説明がある存在は多くはない。
学術的な観点からもいくつかの説が唱えられている。日本だけに限れば、柳田國男は、もともと神に捧げるべき生け贄の人間が逃亡しないように片目（と片脚）を傷つけていたのが神格と同一視されるようになったのが原因であると考えた（『一つ目小僧その他』）。
谷川健一は、隻眼の伝承がある地域と古代の鍛冶場の分布が重なることに着目した。たたら場で働く人々は片目で炎を見続けるため、老年になると片方が見えなくなる。またふいごを片方の脚だけで踏み続けるから片脚が萎える。古代は人間でも神々と同一視されていたため、鍛冶の神（天目一箇神など）がこのような姿をしているということになった。そしてこれらの神々は零落して妖怪になった（『青銅の神の足跡』）。赤松啓介の見解もこれに近い。
しかしどちらにしても、日本列島という狭い地域を越えて広大な分布を持つ隻眼・一本脚の形象を説明することはできない。ネリー・ナウマンはユーラシア大陸の様々な文化やアステカ神話に見られる隻眼・一本脚の形象を検討し、それらが少なくとも金属器時代以前にさかのぼるものであることを指摘した。隻眼の形象は雨乞いや風、火などの自然現象に関係することが多いというのである（『山の神』）。
一般的には、鍛冶の神と隻眼との関連は日本（天目一箇神）とギリシア（キュクロープス）に例があるのみである。ただし片脚あるいは脚萎えはそれよりも少し広い分布を見せている。西アフリカや北欧の伝説では鍛冶屋は小人であるとされており、むしろ広い意味での「身体の完全性の欠如」に要因を求めるべきだとする説もある（ミルチャ・エリアーデ『鍛冶師と錬金術師』）。日本とドイツの習俗を比較したA.スラヴィクは、（少なくとも一部は）古代に存在した若者戦士秘密結社の儀式が一般人に知られた結果、隻眼を含めた欠如という形象を生み出したと推測した（『日本文化の古層』）。また、松岡正剛のように、より大きな意味での弱さからこれらを考察する人も多い（『フラジャイル』）。
北欧神話が所属するインド・ヨーロッパ語族の伝承については、ジョルジュ・デュメジルが彼の三機能仮説における第一機能との関連を主張した。明確な理由は不明だが、第一機能（呪術的主権・司法的主権の二項対立がある）のうち一方は片目がなく、もう一方は片腕がない、というものである。つまり隻腕ならびに一本足が、この場合では隻眼、隻腕の組み合わせになっている。たとえばオーディンは片目がないが、テュールは片腕がない（フェンリル狼に食いちぎられた）。古代ローマの伝説的歴史ではポルセンナと戦ったホラティウス・コクレスは片目であり、スカエウォラは片腕を焼かれて失う。ケルト神話の神ルーは戦時中片目だけを開き（これは英雄クー・フーリンも同じ。またルーの祖父は片目が邪眼だった）、一本脚で戦士たちを鼓舞したが、ヌァザは戦争中片腕を切断された。ケルトの事例については邪眼との関連が強いことから、戦闘時の呪術に関係するものだという説も提出されている (Jacqueline Borsje, 'The Evil Eye' in early Irish literature and law) 。他にもデュメジルは隻眼と隻腕に類するものとして、インド神話の神サヴィトリとバガの例を挙げている。ある重要な祭祀においてサヴィトリは両腕を失い、バガは両眼を失う。もっともデュメジルは、インドの例においては呪術、司法の二項対立と、眼と腕との関係が逆転しているとして不審がっている。
ほかにも隻眼は男根の象徴であるとする説（民俗学者アラン・ダンデスのWet and Dry,the Evil Eyeや堀田吉雄『山の神の研究』など）、太陽の象徴であるとする説（古典学者アーサー・バーナード・クックのZeusvol.2やその追随者たち）など多くの仮説が存在するが、いずれも決定的なものではない。
先述のロドニー・ニーダムは、片側人間の分布が広すぎることから考えて、これは人間の心理における一つの元型である、と唱えた。ただし小松和彦はニーダムの仮説を「安易に心理学に頼りすぎている」として斥けている（『異界を覗く』）。

### 隻眼の動物
日本民俗で片目の動物としては、魚、特にフナの説話が多く語られる。
宮崎県の都萬神社の御手洗の池の魚は木花開耶姫命の玉の紐が落ち、フナの眼を貫き、片目になったという。出羽金沢の厨川のカワハゼは後三年の役の時、鎌倉景正が傷ついた眼をここで洗ったので、そこに棲むカワハゼはすがめであるという。
武蔵野島の浄山寺門外の池に棲む片目の魚は延命地蔵が茶畑で傷ついた眼をそこで洗ったからであるという。阿波福村の池に棲む片目のフナ、コイその他は月輪兵部が池の主の大蛇の左眼を射たためであるという。伊予の山越では片身のフナを焼き、弘法大師に出すと、あわれに思い、小川に放つと、蘇生し片眼のフナとなり泳ぎ去ったという。名古屋の闇森の池の片眼フナは瘧の呪いになるという。備前、備中、備後、和泉の魚、越前、越中、越後、伊勢の魚鼈、摂津、越前、越中、越後のフナ、上野、美作のウナギ、甲斐、遠江のドジョウなどにも片眼のものがある。
片眼の蛇の説話も少なくない。佐渡金北山の蛇は順徳天皇行幸以来片眼であり、近江では旱魃の時に水喧嘩を救うために片眼の娘が川の穴に飛び込んで蛇体と化して、その因縁で片眼のコイがいるという。
羽後のカジカ、信濃のイモリ、美作のカモなどは片眼説話がある。
高皇産霊神が天目一箇神を作金者に定めてから、御霊神社の祭神、御手洗の池の魚、池の主は片眼で、池の主は人との交渉が多かった大蛇であった。伊勢に一目龍、肥後に一目八幡があり、やまのかみ、雷神は片眼である。一目の妖怪は山城八瀬村の山鬼、土佐の山爺、有名な一つ目小僧がある。

#### 自然科学的な分析
片目魚の起源について、柳田国男は信仰上から意図的に片目を潰したものと解釈したが、その伝承が池に結ぶつく事が多い点や大川に移ると元通りに直る伝承がある事などから、窒素ガスを多量に含んだ池水に棲息する魚がガス病で、目が気泡状になったものを片目に捉えてしまったとする説が、末広恭雄の「片目魚」（『魚と伝説』 新潮社 1964年）において主張されている。この説から坂本和俊も『一つ目小僧の原像 -製鉄関係神の神格化の構造と考古学研究の視点-』（1994年）において、柳田説には疑わしい部分があるとし、一つ目小僧の起源が天目一箇神という説は認めるものの、職業病によって片目片足となった者が神格化された事については賛成できないとしている。

## 隻眼を題材にした作品
- 丹下左膳 （1927年 -）
- ゲゲゲの鬼太郎、墓場鬼太郎 （1960年　-） - 主人公の鬼太郎は生まれた時から右眼のみの隻眼。鬼太郎の父親（の分身）の目玉おやじは眼球ひとつが頭部に相当しそこに胴体と手足がついた姿だが、顔があっての隻眼ではない。
- あしたのジョー（1968年 - 1973年) - 主要人物の一人で、主人公のボクシングトレーナーの丹下段平が隻眼。元プロボクサーで、日本タイトル戦直前に左目を失明したという設定。
- 光れ隻眼〇.〇六 （1990年 -）
- 東京喰種 （2011年 -）
- 龍が如く（2005年-）- 主人公である桐生一馬のライバルであり理解者である、シリーズ屈指の人気キャラ真島吾朗。二十歳のときに柴田組の構成員に左目を抉られ、黒い眼帯姿となる。シリーズ三作目より白蛇の刺繍が追加された。